# Hippotragus niger variani
El antílope sable gigante (Hippotragus niger Variani), también conocido en portugués como palanca-negra-gigante, es una gran y rara subespecie de antílope sable nativa y endémica de la región entre los ríos Cuango y Luando en Angola.
Hubo un alto grado de incertidumbre sobre el número de animales que sobrevivieron durante la guerra civil de Angola. En enero de 2004, un grupo del Centro de Estudos e Investigação Científica de la Universidad católica de Angola, dirigido por el Dr. Pedro Vaz Pinto, fue capaz de obtener pruebas fotográficas de una de las manadas restantes a partir de una serie de cámaras trampa instalada en el parque nacional de Cangandala, al sur de Malanje.
El antílope sable gigante es el símbolo nacional de Angola, y se mantiene en un gran respecto por su gente.  Esta fue quizás una de las razones por las que los animales sobrevivieron a la guerra civil.  En la mitología africana, al igual que otros antílopes, simboliza la vivacidad, la velocidad, la belleza y la agudeza visual.
El antílope sable gigante está catalogado como una especie en peligro crítico en la Lista Roja de Especies Amenazadas de la UICN.

## Descripción
Ambos sexos tienen cuernos, que pueden alcanzar 1,5 metros de longitud. Machos y hembras son muy similares en apariencia hasta que llegan a los tres años de edad, cuando los machos se vuelven más oscuros y desarrollan cuernos majestuosos.
El antílope macho pesa un promedio de 238 kg (525 libras) con una altura de 116-142 cm (46-56 pulgadas). Las hembras pesan 220 kg y son un poco más pequeñas que los machos.  Los cuernos son más grandes y curvados en los machos, alcanzando longitudes de 81 a 165 cm, mientras que los cuernos de las hembras llegan sólo de 61 a 102 cm de longitud. La mayoría de los antílopes sable tienen "cejas" blancas, su rostro se seccionó en tiras de mejilla, y sus vientres y parches de culata son de color blanco.
Los jóvenes menores de dos meses de edad por lo general son de color marrón claro y tienen marcas leves.

## Ecología y comportamiento
Como todos los antílopes, los sables gigantes son tímidos por naturaleza, pero también pueden ser muy agresivos. Los machos pueden ser especialmente peligrosos cuando son heridos, atacados o abordados.  En las peleas, los machos evitan algunas lesiones graves arrodillándose en sus patas delanteras, y realizan combates con los cuernos. Las muertes por estas peleas son raras.
Los jóvenes son cazados por los leopardos y hienas, mientras que los adultos sólo se ven amenazados por los leones y cocodrilos. Sin embargo, cuando son perseguidos, pueden correr a velocidades de hasta 56 kilómetros por hora durante una distancia considerable.

## Hábitat
El antílope sable gigante vive en los bosques cerca del agua, donde las hojas y brotes de árboles son siempre jugosos y abundantes. Es una especie en peligro de extinción; está protegida en parques naturales y su caza está prohibida.  Típicamente, los antílopes sable son exploradores especializados que se alimentan de hojas y hierbas, especialmente aquellos que crecen en montículos de termitas. Una de las razones de la disminución en el número de antílopes podría ser los patrones de alimentación muy específicas de los animales. Por lo general, se alimentan de hojas de los árboles, que constituyen el 90% de su dieta, a una altura de 40 a 140 mm (1/6 a 5/5 pulgadas) del suelo, tomando sólo las hojas.

## Relación con el hombre
El antílope sable gigante es un símbolo nacional de Angola y es retratado en numerosos sellos, billetes e incluso en pasaportes de la nación. La Selección de fútbol de Angola es conocida cariñosamente como los «Palancas Negras» en honor al antílope.